# Aeroportul Carp
Aeroportul Carp (IATA: YRP, ICAO: CYRP) este un aeroport din Carp⁠(d), Ottawa, Ontario, Canada.
Situat la o altitudine de 117 m, aeroportul dispune de o singură pistă.